# Dinorfina B
La dinorfina B, también conocida como rimorfina, es una forma de dinorfina y un péptido opioide endógeno con la secuencia de aminoácidos Tyr-Gly-Gly-Phe-Leu-Arg-Arg-Gln-Phe-Lys-Val-Val- Thr. La dinorfina B se genera como un producto de escisión proteolítica de leumorfina, que a su vez es un producto de escisión de preproenquefalina B (prodinorfina).[cita requerida]